# 1969

## أحداث

### فبراير
- 24 فبراير - نقل جثمان الملك سعود بن عبد العزيز آل سعود بالطائرة من أثينا ليتم دفنه في مقبرة العود بمدينة الرياض.
- 24 فبراير - قام ولي عهد البحرين حمد بن عيسى بن سلمان آل خليفة بزيارة رسمية للعراق

### مارس
- 22 مارس - إدانة رئيس غينيا أحمد سيكو توري لمؤامرة عسكرية مزعومة" أو ما عرف "بمؤامرة الضباط والساسة المارقين". من بينهم فوديبا كيتا والعقيد كامان ديابي. في 14 مايو، حكم على 13 شخصًا بالإعدام من قبل المجلس الوطني الثوري و27 آخرين بالسجن بعد اعترافات انتُزعت تحت التعذيب.[1]

### يوليو
- وقوع حرب كرة القدم بداية من 14 يوليو 1969 إلى 18 يوليو 1969.
- 21 يوليو - الهبوط على سطح القمر, وصول أول مركبة فضائية مأهوله إلى سطح القمر.

### أغسطس
- 22 أغسطس - إحراق المسجد الأقصى واعتقال سائح أسترالي على خلفيته
- 28 أغسطس - مخيم نهر البارد ينتفض بوجه الدولة اللبنانية.

### سبتمبر
- 1 سبتمبر قيام ثورة الفاتح بانقلاب عسكري سلمي على النظام الملكي، قاد الانقلاب مجموعة من الضباط الشبان، اعلنت بعدها ليبيا جمهورية.
- 18 سبتمبر - أعمال الشغب بولاية غوجارات الهندية.
- 22 سبتمبر - 25 سبتمبر افتتح بمدينة الرباط المغربية في الساعة السابعة من المساء مؤتمر القمة الإسلامي الذي دعا إليه الحسن الثاني ملك المغرب لبحث الآثار المترتبة على حريق المسجد الأقصى، ويعتبر هذا المؤتمر أول تجمع إسلامي على مستوى رؤساء الدول في العصر الحديث، وبلغ عدد الدول المشتركة في المؤتمر 27 دولة هي : المغرب، الجزائر، تونس، ليبيا، مصر، السودان، الصومال، موريتانيا، مالي، غينيا، السنغال، غامبيا، النيجر، تشاد، السعودية، الأردن، لبنان، تركيا، الكويت، اليمن، اليمن الجنوبي، أفغانستان، إيران، باكستان، ماليزيا، أندونيسيا، إضافة إلى منظمة التحرير الفلسطينية، كما إشترك في المؤتمر أمين عام جامعة الدول العربية بصفته مراقب، وتخلفت عن الحضور العراق وسوريا.

## مواليد
- أحمد عبد الوهاب العوضي
- آدم دليمخانوف
- آن هاش
- آني كاريرا
- آيليت زورر
- فايز المالكي
- أحمد رشوان
- أحمد مساعدة
- أسامة رقيعة
- أسيل العوضي
- أصالة نصري
- أفرام روسو
- أكمي أوكامرا
- أندري كانتشيلكيس
- أنطونيو كونتي
- أوليجاريو بنكويرينكا
- عيسى جرابا
- أوليفر كان
- أيان حرسي علي
- أيمي رايان
- إريك تابوردا
- إريك وينالدا
- إف غاري غراي
- إليا تسيمبالار
- إليزابيث جيلبرت
- إلين بومبيو
- إم سي رين
- إيريك ويستاين
- إيفي تامالا
- إيفيكا فاستيك
- الشاعر الفلسطيني محمد دلة
- ديف باتيستا
- باولو سيرجيو غرالاك
- براين جيرارد جيمس
- براين لاودروب
- برنس بولي
- بريدراج مياتوفيتش
- بن أروها
- بوريس بيريزوفسكي (عازف بيانو)
- بول أدلستين
- بول رود
- بيتر دنكليج
- بيسنتي ليزارازو
- بيير سيلفيو برلسكوني
- بييرلويجي كازيراغي
- تربل إتش
- توبي أوتكر
- توماس برولين
- توماس جين
- تيرينس هاوارد
- تييستو
- ثابو منغوميني
- جاك بلاك
- جلنار موسى
- جوش هولواي
- جوين ستيفاني
- جيرارد بتلر
- جيسن بيتمان
- جيمس ديباه
- جينيفر أنيستون
- جينيفر لوبيز
- حاتم العراقي
- حامد المالكي
- حبيب بوهرور
- حميد بوشناق
- حميدان التركي
- خافيير باردم
- خافيير مانخارين
- خالد إزري
- خوسيه تشاموت
- داني والبيرغ
- دومينيغوس
- ديجان غوفيداريكا
- ديريك ستيفن برينس
- ديفيد بوريناز
- ديفيد نياثي
- ديون دبلن
- رامون راميريز
- روبرت مايلز
- رودني أتكينس
- روزي عبده
- ريم العلي
- زياد حلبي
- سامر المصري
- سامي الحاج
- سامينا علي
- سانتياغو كانيزاريس
- ساياكو كورودا
- ستيف ستاونتون
- ستيف ستايلي
- ستيفان لانوي
- سلمان بن حمد آل خليفة
- سميح طوقان
- سيدريك بيولين
- شاندرا ويلسن
- شريف الفيلالي
- شاهيناز النجار
- شتيفي غراف
- طارق الفيلكاوي
- عبد الحفيظ تاسفاوت
- عبد الحق التركماني
- عصام كاريكا
- علي دائي
- عمر تيترادزه
- عمر حرقوص
- عيسى أبو نصار
- غابرييل باتيستوتا
- غاري سبيد
- فان جيي
- فرناندو كوتو
- فضل شاكر
- فيرناندو ريدوندو
- فيليمون ماسينغا
- قائد جند السماء
- كاثرين زتا جونز
- كارين برادي
- كاي ماير
- كريستوف ديلموتي
- كريستوف ليستراد
- كريم غلاب
- كورينتين مارتينز
- كوزمين أولاريو
- كيت بلانشيت
- كيم ريفر
- لاري جونسون
- لورينت ديبروسي
- لياندر شولتس
- ليزارازو
- ليزا لويد
- لينوس تورفالدس
- ماثيو بيري (ممثل)
- ماثيو ماكونهي
- مارسيو روبرتو دوس سانتوس
- مارك أنتوني
- ماركو سيموني
- مارلين مانسن
- ماريا موراني
- مالفاي واشنطن
- مانداكينى (ممثلة)
- محمد العدواني
- محمد المطير
- مريم شديد
- ماهر المعيقلي
- ميتشل وتفيلد
- نانديتا داس
- نبيل عيوش
- نزهة بدوان
- نصر محروس
- نضال معلوف
- نعمة الحسان
- نعيم سادافي
- نعيم صدام
- نهرو محمد عبد الكريم الكسنزاني
- نيامكو سابوني
- هاني رمزي (لاعب كرة قدم)
- هنينغ بيرغ
- هوبير بلانز
- هونغ ميونغ بو
- هيلمان ميكاليلي
- وداد عقراوي
- وليد الفراج
- وولفجانج ستارك
- ويلي دريبار
- ياسمينة صالح
- يان سشوبارك
- ينز ليمان
- يوري دجوركاييف
- يوسف مرعي
- عادل السر محمد احمد حيموره

### يناير
- 7 يناير- ماهر المعيقلي، امام المسجد الحرام
- 3 يناير - مايكل شوماخر, سائق سيارات تسابق ألماني.

### فبراير
- 1 فبراير - جابرييل باتيستوتا, لاعب كرة قدم أرجنتيني.
- 5 فبراير - هيدينوبو كيوتشي، ممثل أداء صوتي ياباني.
- 7 فبراير - كوتارو ناكاغاوا, ملحن ياباني.
- 26 فبراير - هيتوشي ساكيموتو, ملحن ياباني.

### مايو
- 1 مايو - سالم أبو غليون,أردني نفذ عملية ضد إسرائيل وأسير سابق في إسرائيل.
- 15 مايو - أصالة,مطربة سورية.

### يونيو
- 20 يونيو - مليكة مستظرف، كاتبة وروائية مغربية.

### يوليو
- 27 يوليو - راشد الماجد، مطرب سعودي.
- 31 يوليو - أنطونيو كونتي، لاعب ومدرب كرة قدم ايطالي.

### أغسطس
- 10 أغسطس - برايان دراموند, ممثل كندي.

### أكتوبر
- 13 أكتوبر - محمد جميل أحمد، نائب رئيس المالديف الرابع.
- 14 أكتوبر - فيصل أكرم، شاعر سعودي.

### نوفمبر
- 17 نوفمبر - ريوتارو أوكيايو, ممثل أداء صوتي ياباني
- 19 نوفمبر - شيرو هاماغتشي, ملحن ياباني.

### ديسمبر
- 13 ديسمبر - هيديو إيشيكاوا, ممثل أداء صوتي ياباني.
- 4 ديسمبر - جي زي، مغني راب أمريكيون

## وفيات
- 23 فبراير : سعود بن عبد العزيز آل سعود ملك المملكة العربية السعودية، الثاني.
- آرثر آربري
- أبو السعود الإبياري
- أحمد بدرخان
- أدالبرت فيلته
- أوتو شتيرن
- أوسكار ماوروس فونتانه
- إدوارد دوبنسكي
- إسماعيل الراشد (كاتب)
- المنجي سليم
- بوريس كارلوف
- بولس بهنام
- جاري جرايتيان
- جلال آل أحمد
- جودي غارلند
- جوزيبي فياني
- جوزيف شاخت
- جون مفي
- جيمس هندرسون داف
- جيمي موشوغ
- حصة بنت أحمد السديري
- دوايت أيزنهاور
- دومينيك بير
- رفيق شكري
- سيسل باول
- صبري عياد
- علي أحمد باكثير
- علي جودت الأيوبي
- عبده محمد المخلافي
- عواد سالم
- غونار أنديرسون
- غيولا ماندي
- فرانز فون بابن
- فرانك ليوسر
- كارل ياسبرز
- لاجوس كيززلر
- لودفيغ ميس فان دير روه
- محمد صديق المنشاوي
- محمد مصطفى حلمي
- محمد يونس القاضي
- مولود أحمد صالح
- هارولد ألكسندر
- يحيى التركي
- ألفريد بستاني، كاتب سياسي وباحث لبناني.
- القاضي محمد بن محمود الحامد مؤسس أوّل جمعيّة إسلاميّة في سوريّة باسم (الإخوان المسلمين).

### فبراير
- 23 فبراير - وفاة الملك سعود بن عبد العزيز آل سعود ملك المملكة العربية السعودية (11 نوفمبر 1953 - 2 نوفمبر 1964) في مدينة أثينا التي كان يستشفى بها.
- 26 فبراير - وفاة ليفي أشكول.

### مارس
- 9 مارس - استشهد الفريق عبد المنعم رياض على جبهة القتال في السويس.
- عبد العزيز البدري - عالم دين وداعية عراقي.

### أغسطس
- 1 أغسطس - يوسف شخت، مستشرق ألماني.
- 15 أغسطس - أحمد معروف عبد الرزاق - أديب وكاتب ومؤلف عراقي.
- 25 أغسطس - هاري هاموند هيس، جيولوجي أمريكي يٌعتبر أحد مؤسسي نظرية الصفائح التكتونية.

### نوفمبر
- 19 نوفمبر - كميل أرامبورغ، إحاثي فرنسي.

### سبتمبر
- 8 أيلول - عبد القادر الخطيب - عالم دين وفقيه عراقي.

## نال جائزة نوبل
- في الفيزياء – الأمريكي موري جيلمان.
- في الكيمياء – بين البريطاني ديريك هارولد بارتون والنرويجي أود هاسل.
- في الطب – بين الأمريكيين ماكس دلبروك وألفرد هرشي وسالفادور لوريا.
- في الأدب – الأيرلندي صمويل بيكيت.
- في السلام – منظمة العمل الدولية.
- في الإقتصاد – النرويجي رينجر فريستش والهولندي جان تنبرجن.